# Ometepec
Ometepec (del náhuatl: ome, tepetl ‘dos, cerros’‘lugar entre dos cerros’) es una localidad mexicana del estado de Guerrero y a su vez cabecera del municipio homónimo. Se encuentra a 287 kilómetros de la capital del estado, Chilpancingo de los Bravo y forma parte de la región de Costa Chica de dicha entidad.
Ometepec es actualmente la novena ciudad más poblada del estado acumulando un total de 27 607 habitantes en 2020, de acuerdo con el último conteo y delimitación oficial realizada en 2020 en conjunto por el Instituto Nacional de Estadística y Geografía, el Consejo Nacional de Población y la Secretaría de Desarrollo Social.
Entre los atractivos turísticos de Ometepec destacan la parroquia de Santiago Apóstol, una de las construcciones católicas más grandes de todo el estado de Guerrero. A dicho santo se le celebra los días 24 y 25 de julio con fiestas y danzas populares de la región, entre ellas la conocida chilena. Entre su cultura destacan sus tradiciones y costumbres como la del toro de petate y la del tigre y el perro, que hacen alusiones religiosas como es el caso del "toro de petate" o "toro de San Nicolás", danzando en compañía del terrón, y otras historias aún más antiguas, como la interpretación de ataques al ganado por parte de un animal salvaje, el tigre y la virgen María.

## Toponimia
La palabra Ometepec se deriva de los vocablos de origen náhuatl: ome que significa "dos" y tepetl que significa "cerro". En conjunto dichos vocablos se expresan como “lugar entre dos cerros”.
Aunque también existe una variante del significado de la palabra "Ometepec", puesto que textos anteriores del difunto Vicente Ramírez Sandoval, señalan que en otros dialectos arcaicos pueden describirlo como "tierra colorada" o "lugar con tierra colorada", manifestando la existencia de dicha característica geográfica en lo que se conoce ahora como el "Campo Aéreo". Antes de su construcción sus propiedades geográficas mostraban el conjunto de tierra que daba coloración rojiza, y rica en fauna, especialmente conejos silvestres.

## Historia
En el año 1786 se implantó el régimen de intendencias, que vino a sustituir a las alcaldías, las cuales se convirtieron en partidos, perteneciendo Ometepec a Igualapa que a su vez dependía de la intendencia de Puebla.

### sigloXIX
En 1821, al consumarse la Independencia, Agustín de Iturbide creó la Capitanía General del Sur, perteneciendo Ometepec a ella. Dicha Capitanía estaba a cargo de don Vicente Guerrero, el cuartel general primero se encontraba en Chilapa y finalmente se asentó en Tixtla.
Al establecerse la República federal en 1824, Ometepec pertenecía al estado de Puebla y al distrito de Tlapa, del mismo estado.
En 1850 se constituyó como municipio, siendo uno de los 38 que conforman el estado, al ser erigido este.

### sigloXX
Aún en esta fecha se sigue celebrando a San Nicolás de Tolentino, y su famosa danza el Toro de Petate.

## Geografía

### Extensión
Cuenta con una extensión territorial de 1100.6 kilómetros cuadrados que vienen a representar el 1.72 por ciento respecto a la superficie total del estado.

### Orografía
El relieve presenta las siguientes características: 60 por ciento de zonas accidentadas; 30 por ciento de zonas semiplanas y 10 por ciento de zonas planas. Cuenta con superficies variadas, ya que se tienen cerros, lomas altas y bajas, barrancas, llanos bajos, laderas y cañadas.
Entre sus elevaciones sobresalen, el cerro de Huixtepec, que es el más alto y tiene las características de ser un volcán apagado (aunque estudios recientes por parte de la UNAM, después del incidente sísmico del pasado marzo del 2012, han demostrado que no es un volcán, pero que en su interior viaja una corriente litoral proveniente del océano Pacífico), el cerro Grande, el Aguacate, Hormiga, del Chivo, del Diablo, Cajón, etcétera; existe también una colina llamada Llano Grande.

### Hidrografía

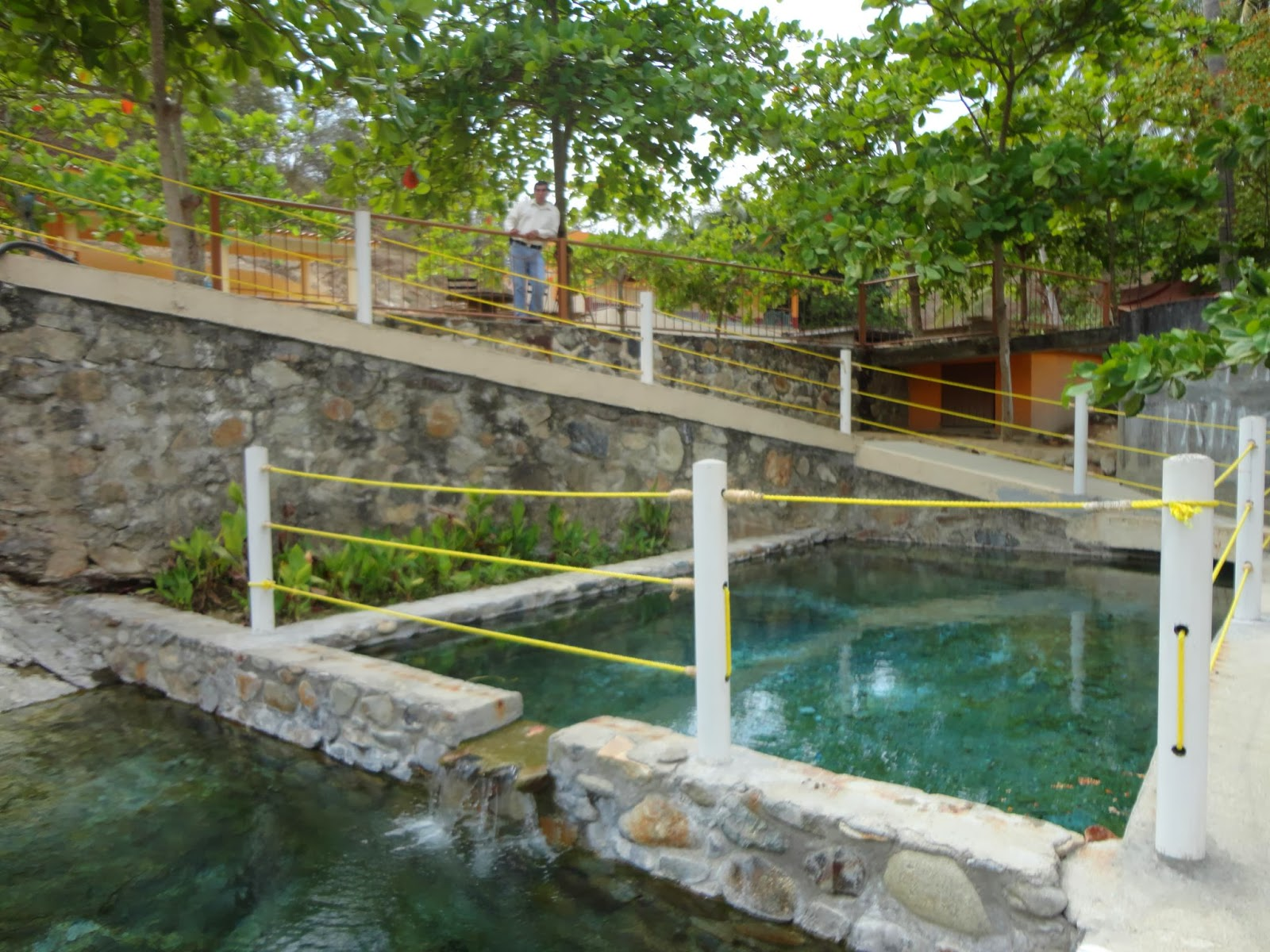
Entre los atractivos turísticos, están las aguas termales o Atotonilco del Pueblo de "Can'oon- Zacoalpan Amuzgo". En la historia oral de este lugar, fue un centro ceremonial medicinal de la cultura amuzga por los gobernantes amuzgos; actualmente es centro de recreación de medicina alternativa de los turistas.

Su río principal es el de Santa Catarina o también se le conoce como río de Mazapa y se cuenta con una parte del río Quetzala. Los arroyos lo conforman los de Barranca Honda, Zacualpan, que corrientes abajo se denominan:
| - Papaloapan - Los Cochis - El Quebrantadero - Conejo - Talapa - Atotonilco - Hontana - Coronado - Aguacate | - Las Lagunas - Charco de la Puerta - La Poxa - Charco del Tule - Charco Grande - Charco Seco - Charco de los Robles - Charco de la Espundia - Charco del Encanto |

Entre los atractivos turísticos del pueblo amuzgo de Zacoalpan está Atotonilco. Hay una corriente subterránea cálida que da origen en la superficie terrestre a aguas cálidas conocidas como "Aguas Termales". Actualmente hay 3 estanques con estas aguas naturales accesibles a los turistas, y cuenta con un balneario, aunque en temporadas de lluvia su acceso se limita por daños en el camino no pavimentado.

### Clima
El clima existente está clasificado como cálido-subhúmedo, con temperatura media anual de 23 °C. La dirección del viento casi todo el año es de suroeste a noroeste. Las lluvias se presentan en junio hasta mediados de octubre con una precipitación promedio anual de 1100 milímetros.
Se registró una lluvia con granizo de no más de 1 centímetro de tamaño el pasado 2011, en los meses de junio.
| Parámetros climáticos promedio de Ometepec (1971-2000) | Parámetros climáticos promedio de Ometepec (1971-2000) | Parámetros climáticos promedio de Ometepec (1971-2000) | Parámetros climáticos promedio de Ometepec (1971-2000) | Parámetros climáticos promedio de Ometepec (1971-2000) | Parámetros climáticos promedio de Ometepec (1971-2000) | Parámetros climáticos promedio de Ometepec (1971-2000) | Parámetros climáticos promedio de Ometepec (1971-2000) | Parámetros climáticos promedio de Ometepec (1971-2000) | Parámetros climáticos promedio de Ometepec (1971-2000) | Parámetros climáticos promedio de Ometepec (1971-2000) | Parámetros climáticos promedio de Ometepec (1971-2000) | Parámetros climáticos promedio de Ometepec (1971-2000) | Parámetros climáticos promedio de Ometepec (1971-2000) |
| Mes                                                    | Ene.                                                   | Feb.                                                   | Mar.                                                   | Abr.                                                   | May.                                                   | Jun.                                                   | Jul.                                                   | Ago.                                                   | Sep.                                                   | Oct.                                                   | Nov.                                                   | Dic.                                                   | Anual                                                  |
| ------------------------------------------------------ | ------------------------------------------------------ | ------------------------------------------------------ | ------------------------------------------------------ | ------------------------------------------------------ | ------------------------------------------------------ | ------------------------------------------------------ | ------------------------------------------------------ | ------------------------------------------------------ | ------------------------------------------------------ | ------------------------------------------------------ | ------------------------------------------------------ | ------------------------------------------------------ | ------------------------------------------------------ |
| Temp. máx. abs. (°C)                                   | 32.7                                                   | 32.8                                                   | 33.1                                                   | 33.5                                                   | 33.6                                                   | 32.3                                                   | 31.6                                                   | 31.7                                                   | 31.0                                                   | 31.4                                                   | 32.6                                                   | 32.7                                                   | 32.4                                                   |
| Temp. máx. media (°C)                                  | 37.0                                                   | 35.5                                                   | 37.5                                                   | 37.5                                                   | 38.0                                                   | 37.0                                                   | 37.0                                                   | 35.5                                                   | 34.5                                                   | 34.5                                                   | 37.5                                                   | 41.0                                                   | 31.3                                                   |
| Temp. mín. media (°C)                                  | 16.0                                                   | 16.0                                                   | 17.0                                                   | 18.0                                                   | 19.0                                                   | 16.0                                                   | 19.0                                                   | 18.0                                                   | 18.0                                                   | 18.0                                                   | 17.0                                                   | 18.0                                                   | 21.1                                                   |
| Temp. mín. abs. (°C)                                   | 19.9                                                   | 19.9                                                   | 20.5                                                   | 21.4                                                   | 21.8                                                   | 21.7                                                   | 21.5                                                   | 21.6                                                   | 21.3                                                   | 21.3                                                   | 21.1                                                   | 20.6                                                   | 21.1                                                   |
| Precipitación total (mm)                               | 3.0                                                    | 1.4                                                    | 0.8                                                    | 0.2                                                    | 21.7                                                   | 335.8                                                  | 266.6                                                  | 271.5                                                  | 295.4                                                  | 145.2                                                  | 13.1                                                   | 16.1                                                   | 1370.8                                                 |
| Días de precipitaciones (≥ 0.1 mm)                     | 0.2                                                    | 0.1                                                    | 0.1                                                    | 0.1                                                    | 2.9                                                    | 17.2                                                   | 15.9                                                   | 18.1                                                   | 18.1                                                   | 8.6                                                    | 1.4                                                    | 0.9                                                    | 83.6                                                   |
| Fuente n.º 1: Servicio Meteorológico Nacional          |                                                        |                                                        |                                                        |                                                        |                                                        |                                                        |                                                        |                                                        |                                                        |                                                        |                                                        |                                                        |                                                        |
| Fuente n.º 2: Clima por ciudad (sun only).             |                                                        |                                                        |                                                        |                                                        |                                                        |                                                        |                                                        |                                                        |                                                        |                                                        |                                                        |                                                        |                                                        |

### Flora
La vegetación se compone de selva baja y mediana caducifolia, encontrándose árboles como: caoba, encinos, parotas, roble, ébano, guapinole; de maderas corrientes pero aprovechables como: cauyahue hormiquillo, frutillo, cerezo, cualote, dragos; en cuanto a árboles frutales se tiene: guayabo, nanche, ciruelo, capulines, huehuetero, mango, naranja, limones, lima, tamarindo, zapote, mamey, fraylecillo, etcétera.

### Fauna
La fauna la constituyen especies tales como: gato montés, jabalí, mapache, tejón, tlacuache, zorro, onza, venado, conejo, liebre, iguana, pavo silvestre, garzas, águila, chachalaca, pichiche, loro, etcétera.
En charcos se pueden encontrar cocodrilos, caimanes y lagartos, diversas especies de serpientes, insectos como el zancudo transmisor del paludismo, mosquito aedes transmisor de la fiebre hemorrágica conocida como dengue, variedades de chapulines, mariposas, etcétera.

### Recursos naturales
Con relación a la minería explotable en el municipio se ha detectado la existencia de hierro, plomo y piedra caliza.

### Clasificación y uso del suelo
Los tipos de suelo llamados chernozem o negros, café rojizo y amarillo bosque y estepa praire o pradera con descalcificación, son aptos para la explotación ganadera, principalmente para las especies caprinas.
La superficie destinada a la agricultura es de 24 542 hectáreas, de las cuales el 95.2 por ciento son de temporal; el 0.7 de riego; el 4.1 por ciento de humedad y respecto a la ganadería se destinan 17 512 hectáreas de agostadero. 

## Gobierno
Actualmente el gobierno de Ometepec está compuesto por: 
- Presidente municipal, representado por Rigoberto Chacon Melo, por el Partido Morena para el periodo 2024-2027.[12]
- Síndico procurador de Justicia
- Secretaria General
- 10 regidores
  - Regidor de Cultura
  - Regidor de Desarrollo Urbano
  - Regidor de Comercio
  - Regidor de Desarrollo Rural
  - Regidor de Salud
  - Regidor de Medio Ambiente
  - Regidor de Atención Migrantes
  - Regidor de Equidad de Género
  - Regidor de Asuntos Indígenas
  - Regidor de Educación

### Representación legislativa
Para la elección de los Diputados locales al Congreso del Estado de Guerrero y de los Diputados federales a la Cámara de Diputados de México, Ometepec se encuentra integrado en los siguientes distritos electorales:

#### Local
| Distrito                                | Cabecera | Diputados              | Secciones | Partido | Ref.   |
| --------------------------------------- | -------- | ---------------------- | --------- | ------- | ------ |
| Distrito electoral local 16 de Guerrero | Ometepec | Nilsan Hilario Mendoza | 67        |         | [ 13 ] |

## Demografía

### Población
Ometepec es actualmente la novena ciudad más poblada del estado acumulando un total de 27 607 habitantes conforme al Censo de Población y Vivienda 2020 con fecha censal del 12 de junio de 2020, de acuerdo con el último conteo y delimitación oficial realizada en conjunto por el Instituto Nacional de Estadística y Geografía, el Consejo Nacional de Población y la Secretaría de Desarrollo Social.
Notas
      Fuente:Instituto Nacional de Estadística y Geografía
- Censos de población (1900 - 1990, 2000, 2010 y 2020)[17]
- Conteos de Población (1995 y 2005)[17]

## Cultura

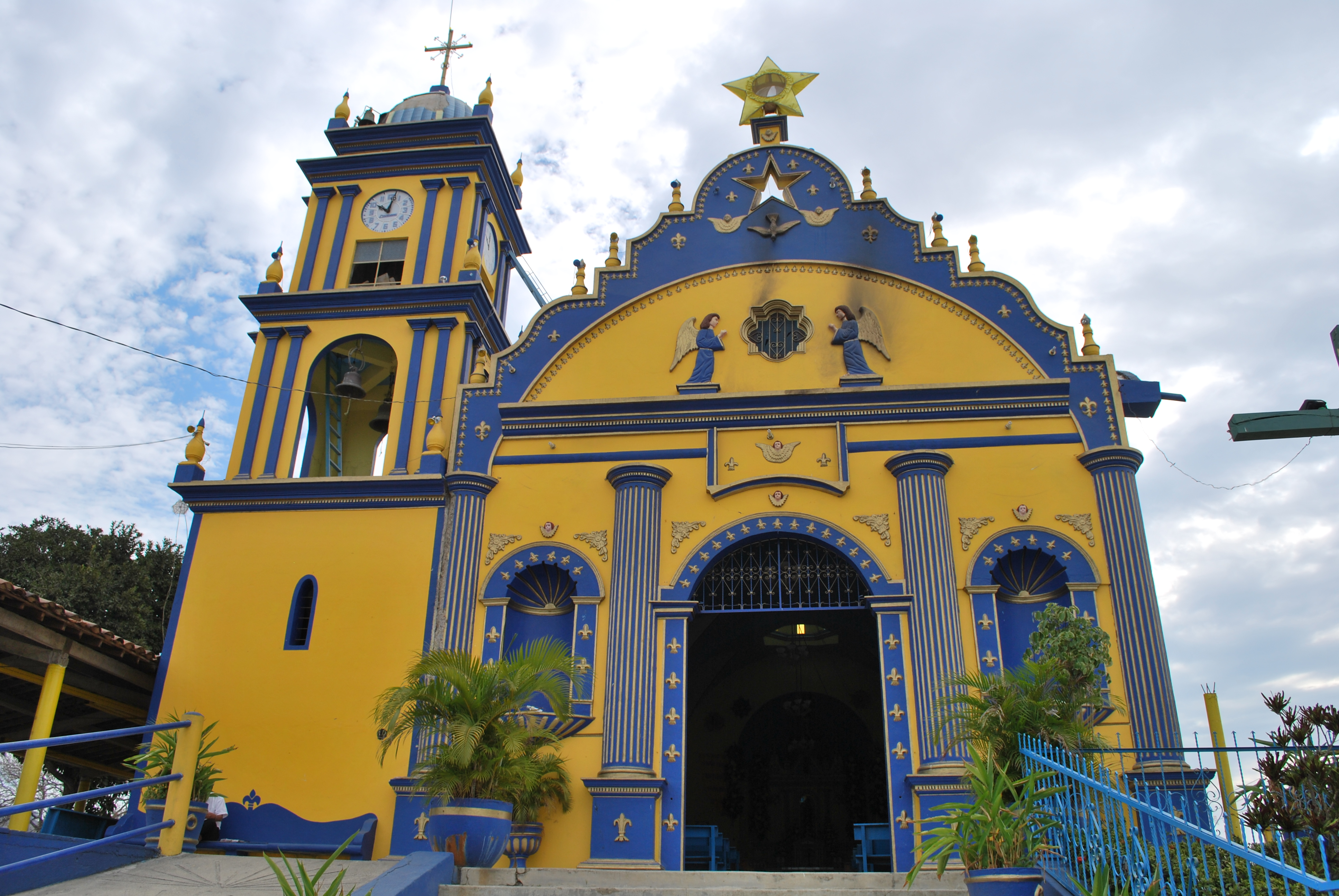
Iglesia de San Nicolás Tolentino.

### Monumentos históricos y sitios de interés
Ometepec cuenta con algunas edificaciones históricas, las cuales están protegidas en el estado por el Registro Público de Monumentos y Zonas Arqueológicos del INAH, de acuerdo a la Ley Federal sobre Monumentos y Zonas Arqueológicos, Artísticos e Históricos de México.

#### Arquitectura religiosa
- Catedral de Santiago Apóstol, principal representación de un templo religioso en la localidad, dedicada a Santiago Apóstol, el santuario se convirtió rápidamente en una de las construcciones más espectaculares de la zona. Y es que su enorme estructura la coloca como una de las más grandes de todo el estado de Guerrero.

- Iglesia de San Nicolás Tolentino, San Nicolás Tolentino es un Santo muy venerado en la región de la Costa Chica. En particular en Ometepec se festeja el 10 de septiembre, se realizan misas, procesiones y la representación de algunas danzas como la del Toro de Petate.

## Economía

### Principales sectores, productos y servicios

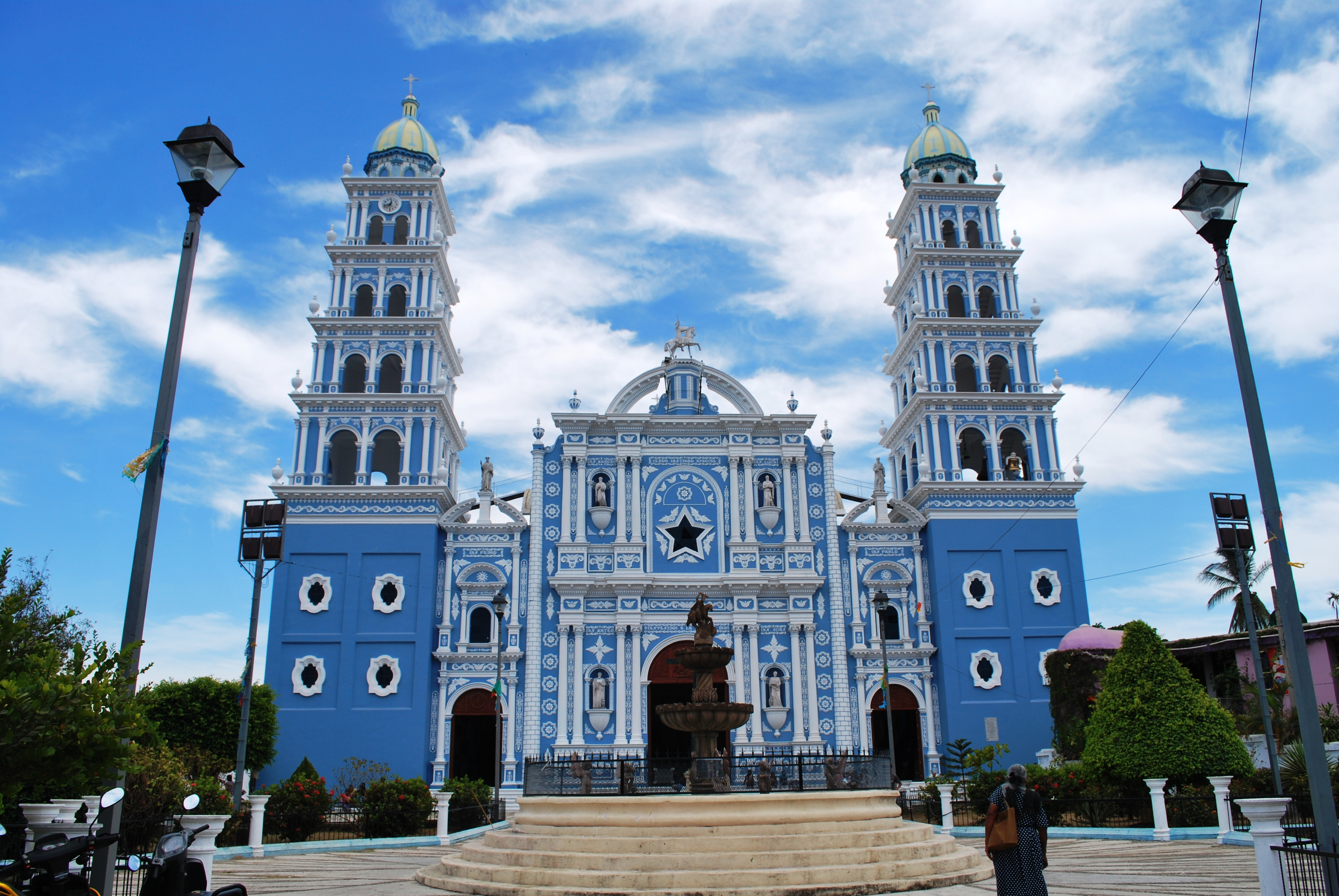
Iglesia en Ometepec

#### Agricultura
Destaca la producción de: Maíz, frijol, chile serrano, jitomate, calabaza, ejote, rábano, quelites, mango, cocotero, limón, tamarindo, plátano, naranja y nanche.

#### Ganadería
Existen especies pecuarias tanto de ganado mayor como de ganado menor. De las primeras destacan el ganado bovino cebú criollo y de registro cruzado de cebú suizo de rendimiento de carne y leche, el porcino, ovino, caprino y equino. En cuanto al segundo, existen aves de engorda, de corral y de postura. Además, existe la explotación de colmenas.

#### Industria textil amuzga
Existen pequeñas y medianas empresas agroindustriales como son: El aserradero de la forestal Vicente Guerrero (FVG); en Las Vigas se encuentra la beneficiadora de miel en Cumbres de Barranca Honda; fábricas de aguardiente en Zacualpan, Huijintepec; talleres de arte amuzga en telar de cintura son prendas de vestir en Santa María, fábricas de huaraches en Acatepec; talleres de carpintería en Ometepec y Cumbres de Barranca Honda; talabartería y fábricas de monturas en Santa María; talleres de orfebrería en Ometepec.

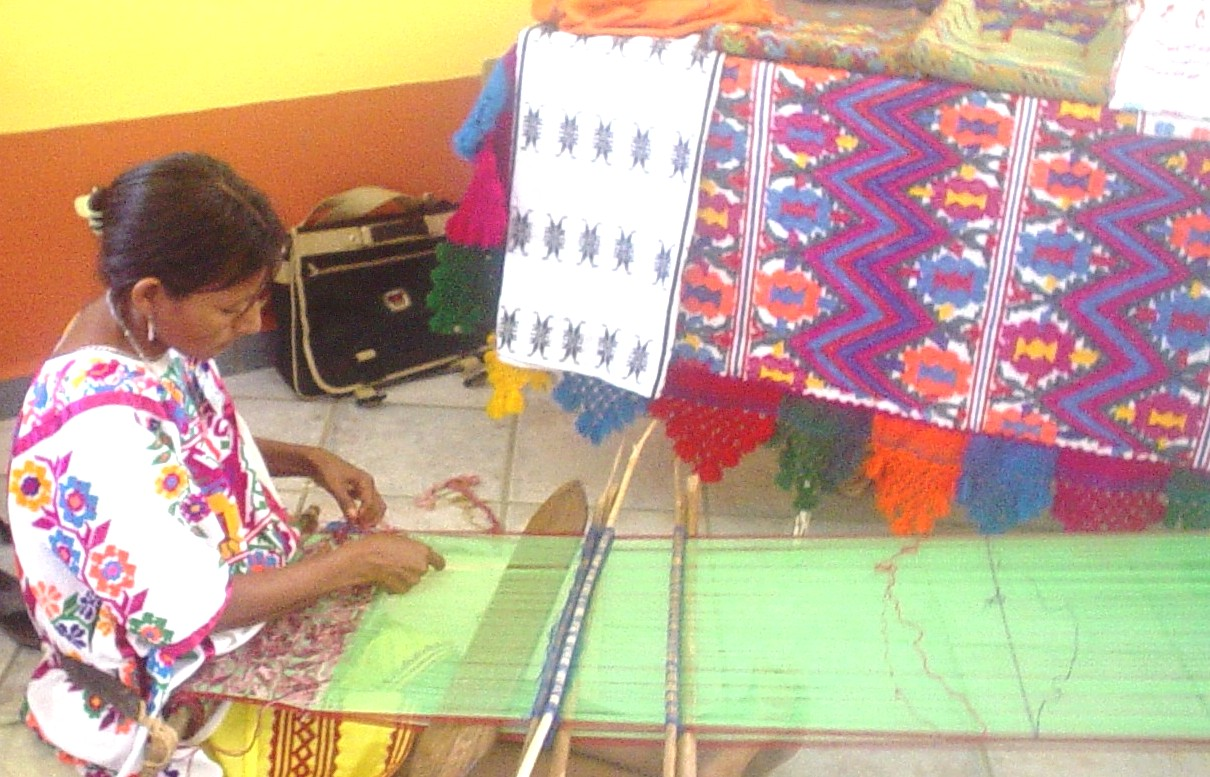
El arte prehispánico de telar de cintura del pueblo de Can'oon- Zacoalpan, es atractivo turístico, "el Arte Amuzgo".

Establecimientos de transformación de alimentos (molinos de nixtamal, tortillerías, panaderías, etc.), gran cantidad de talleres de tabique y tejas; asimismo molinos de caña de azúcar para la elaboración de panela o piloncillos en las comunidades de Huajintepec, Huixtepec, La Guadalupe, La Concepción y Agua Fría.
Entre los atractivos turísticos en que destaca el pueblo de Zacualpan, es el ser el primer pueblo originario amuzgo de la Costa Chica de Guerrero y se considera el corazón de todos los pueblos amuzgos de Guerrero y Oaxaca, y es el principal pueblo que aporta la apreciación estética y artística del arte prehispánico amuzgo en la prenda de vestir en el municipio, que atrae a los turistas, regionales, nacionales y extranjeros, ya que la mayoría parte de las mujeres jóvenes y adultas se dedican en la elaboración del hilo para tejer, montar el telar, pintar los hilos y después formar el telar de cintura, trabajo final de arte amuzgo son: huipiles, blusas, servilletas, manteles, rebozos, bolsas, calzones, cotones, cinturones y carteras. Son prendas destinadas al mercado regional, nacional e internacional.

#### Minería
Se ha detectado la existencia de oro, hierro, plomo y piedra caliza.

#### Servicios
Existen establecimientos que prestan sus servicios como son: restaurantes, loncherías, hoteles, casas de huéspedes, talleres mecánicos, de hojalatería y pintura, reparación de aparatos electrónicos, terminal de autobuses, entre otros.